# Poecillastra fragilis
Poecillastra fragilis är en svampdjursart som beskrevs av Vosmaer 1894. Poecillastra fragilis ingår i släktet Poecillastra och familjen Pachastrellidae. Inga underarter finns listade i Catalogue of Life.